# Hieracium cillense
Hieracium cillense es una especie de planta con flor del género Hieracium, de la familia Asteraceae, orden Asterales.

## Distribución
Hieracium cillense se distribuye por Galés.

## Taxonomía
Fue descrita científicamente por Pugsl. Fue publicada en J. Bot. 79: 183 (1942).